# Ko Pha Ngan
Ko Pha Ngan (of Ko Phangan, Thai: เกาะพะงัน) is een eiland in de Golf van Thailand in Zuidoost-Thailand. Het eiland staat bekend als populaire bestemming voor rugzaktoeristen die er komen ter ontspanning of om te komen feesten. De Full Moon Party in Hat Rin Beach vindt telkens plaats bij volle maan. De lokale bevolking is hier echter niet zo happig op omdat de rugzaktoeristen voor overlast en afval zorgen. Ko Pha Ngan ligt ten noorden van Ko Samui en ten zuiden van Ko Tao, in de changwat Surat Thani.

## Eiland gegevens
- Ongeveer 168 km² groot
- Provincie: Changwat Surat Thani
- 15 km van Ko Samui en 60 km vanaf het vasteland
- Bevolking: 11,846 (2004)
- Belangrijkste nederzetting: Thong Sala